# Kapelle St. Stephanus (Köln)

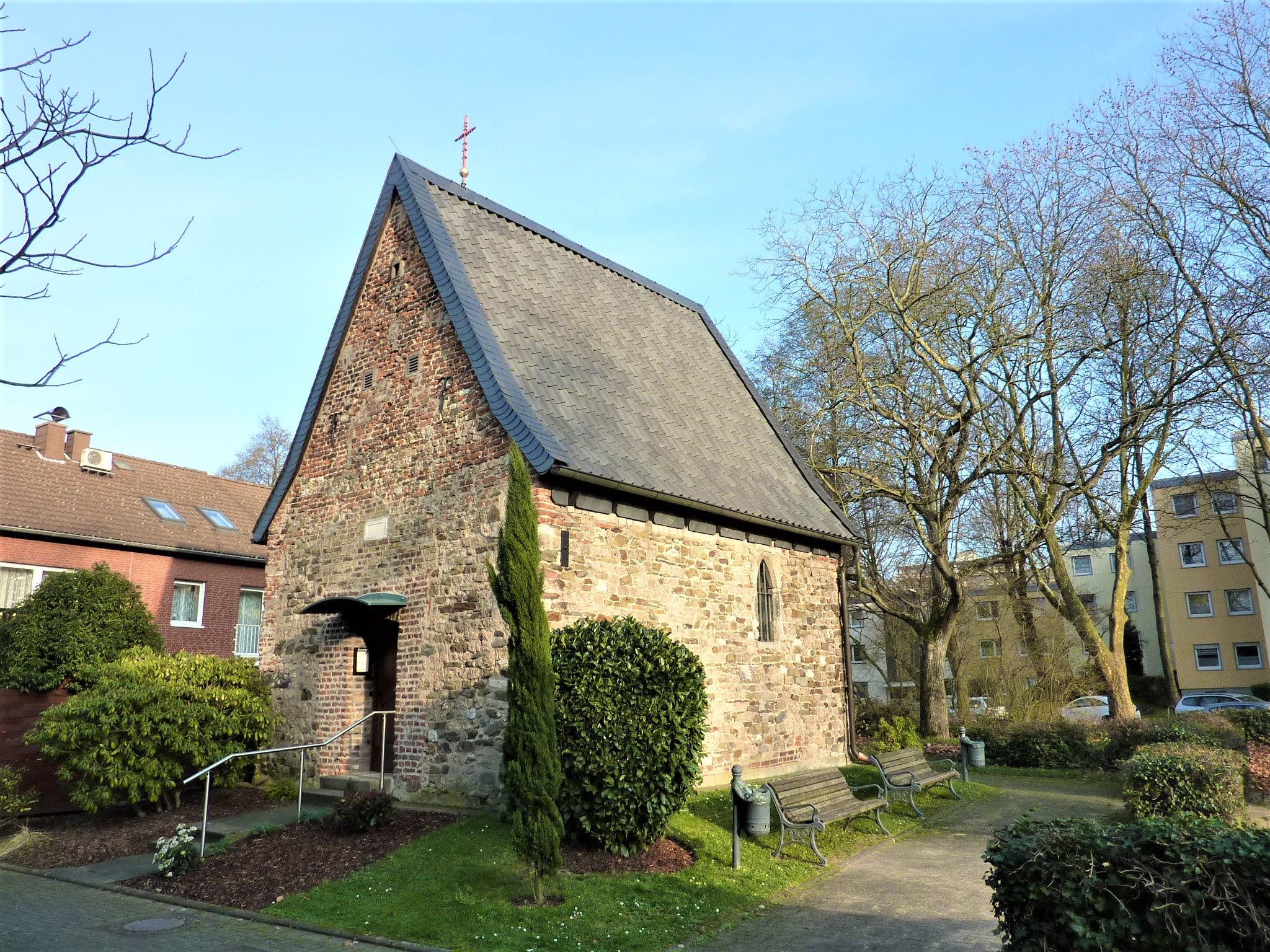
Die Kapelle St. Stephanus in Köln-Weiden

St. Stephanus ist eine römisch-katholische Kapelle im Kölner Stadtteil Weiden. Der kleine Sakralbau ist auch als Üsdorfer Kapelle bekannt und ist unter der Nummer 5 Station am Kulturpfad Lindenthal. Er wird von einem Förderverein der katholischen Kirchengemeinde St. Marien Köln-Weiden betreut.

## Geschichte
Die dem heiligen Erzmärtyrer Stephanus geweihte Kapelle geht im Kern auf ein Bauwerk der Gotik zurück. Sie wurde im Jahr 1407 zum ersten Mal urkundlich als Kapelle des Engelshofes im damaligen Weiler Uesdorf erwähnt. Der Engelshof befand sich im Besitz des Kölner Stifts St. Maria ad Gradus. Die Kapelle wurde von Geistlichen von St. Severin in Lövenich aus versorgt.
Im Zuge des Truchsessischen Krieges wurde das Gotteshaus zwischen 1583 und 1588 zerstört und 1629 wiederhergestellt. Vermutlich seit der Säkularisation war sie nicht mehr in gottesdienstlichem Gebrauch.
Der Engelshof wurde in den 1970er Jahren abgerissen und die katholische Kirchengemeinde gelangte durch Schenkung in den Besitz des Bauwerks. Im Jahr 2000 wurde der Pfarrverein zur Förderung der Üsdorfer Kapelle gegründet, der diese unterhält und pflegt.
Seit 18. Januar 1982 ist die Kapelle unter der Nummer 913 in die Denkmalliste der Stadt Köln eingetragen.